# Algérie précoloniale
 (15 août 2025).
L'Algérie précoloniale comprend les formes politiques et les sociétés qui se sont constituées, avant la colonisation française, sur ce qui est devenu le territoire de l'Algérie contemporaine. Son étude fait ressortir, de façon générale, les éléments de permanence de son organisation sociale et les moments d'unité politique de son histoire. Particulièrement mise en avant, la période de la régence d'Alger est caractérisée à la fois par le rôle décisif de ce régime dans la constitution de l'espace algérien et par les limites de son emprise, de larges secteurs du pays restant, à la veille de la conquête française, partiellement ou totalement hors de son pouvoir.

## Délimitations
Au sein d'un Maghreb précolonial dont le fractionnement était l'un des traits communs, l'Algérie n'a jamais constitué une unité culturelle tangible,, ni a fortiori une nation. Les contours des constructions étatiques dont le Maghreb central a plusieurs fois été le cadre sont longtemps restés mouvants et incertains, des marges et non des lignes. À l'Ouest et à l'Est, les tracés se précisent progressivement au cours des trois siècles de la régence d'Alger : les accroches naturelles que constituent la vallée de la Moulouya d'une part, une dorsale montagneuse peu peuplée de l'autre, fixent alors l'état du rapport des forces avec les pouvoirs marocain et tunisien. Entérinées par la colonisation, puis par l'Algérie indépendante, ces frontières finiront par produire des distinctions dans une population auparavant identique de part et d'autre de chacune. Au Sud, des réseaux multiples reliaient les habitants du Sahara septentrional à leurs voisins du Tell ; mais les profondeurs du désert restaient étrangères à l'idée même d'une frontière, qui ne sera établie de ce côté qu'à l'époque coloniale.
De fait, c'est l'impact particulièrement lourd de la colonisation qui fait la spécificité algérienne à l'intérieur du Maghreb : le phénomène colonial fournit aux analyses qui visent à en décrire les conditions d'origine leur cadre spatial. Temporellement, l'enquête se limite parfois, en économie notamment, à la situation qui prévalait « à la veille de la colonisation », ou privilégie fortement cette époque. Cependant la stabilité des formes sociales rencontrées donne lieu à un double élargissement de la perspective. D'une part, la persistance des pratiques « traditionnelles » ou de leur matérialisation dans l'espace permet au sociologue ou au géographe d'en relever certains traits à partir de leurs survivances dans l'Algérie contemporaine,. D'autre part, l'identification de constantes et de tendances récurrentes conduit à faire remonter l'origine d'une période précoloniale qui puisse être considérée comme « une », si ce n'est aux débuts de l'occupation humaine de l'Algérie, du moins jusqu'à l'Antiquité,.
En effet, sur plus de deux millénaires, la période montre moins de changements que les deux siècles qui la suivent. Un fonds de population berbère, déjà diversifié en lui-même, a incorporé des apports multiples, mais toujours très minoritaires. L'islamisation, à partir du VIIIe siècle, a profondément imprégné les pratiques religieuses et, plus largement, linguistiques et culturelles. L'économie, qui n'a jamais permis de dégager, au mieux, qu'un surplus limité, assure cependant, sur le long terme, l'équilibre entre ressources et population, et entre exploitation des sols et préservation des écosystèmes. Famille, collectivité (tribu ou fraction) et religion sont les supports constants d'une très forte cohésion sociale. Le modèle d'organisation spatiale, hiérarchie d'espaces clos et emboités, est en cohérence avec la vision musulmane du monde. Comme dans l'ensemble du Maghreb, la civilisation citadine connait ici un développement moindre qu'au Machrek : le pays demeure fondamentalement rural et terrien, bien que relativement ouvert à la circulation des biens et des hommes, qui n'y a jamais rencontré de barrières comparables à celles qu'ont pu constituer les montagnes du Maroc, ou les déserts qui entourent l'Égypte.

## Géographie humaine

### Habitat

Intérieur algérois (Femmes d'Alger dans leur appartement, Eugène Delacroix, 1834).

Dans la maison traditionnelle, la pièce d'habitation aligne le long de ses murs, souvent munis de niches maçonnées, des divans bas ou des piles de matelas. La meïda (petite table ronde) placée dans un coin pour les repas, ou les matelas étalés la nuit, sont rangés lorsqu'ils ne servent pas, dégageant le sol nu. A la différence de la pièce occidentale qui se structure autour d'un meuble central, ici, le lieu de vie s'organise à partir de son pourtour et laisse son centre vide. Marc Côte y voit la marque d'un modèle spatial qui se retrouve à toutes les échelles du bâti traditionnel.
De la même façon, à l'abri de ses hauts murs et de la skifa (chicane) qui en redouble l'unique porte d'entrée, la maison organise la vie familiale autour d'une cour centrale. C'est par elle que s'opère la circulation entre les différentes pièces. Dans les maisons rustiques des hautes plaines, elle peut occuper jusqu'à la moitié de la surface de la parcelle. La maison des Aurès lui en concède moins, pas plus d'un quart, parce que, bâtie sur deux ou trois niveaux, elle peut en compléter l'espace par celui de la terrasse. Dans la maison citadine, c'est le patio, orné d'un bassin et entouré d'arcades dans les plus riches demeures, qui remplit cette fonction ; de même que, chez les pasteurs nomades, l'étendue délimitée par l'enclos de branchages dans lequel la tente se loge.

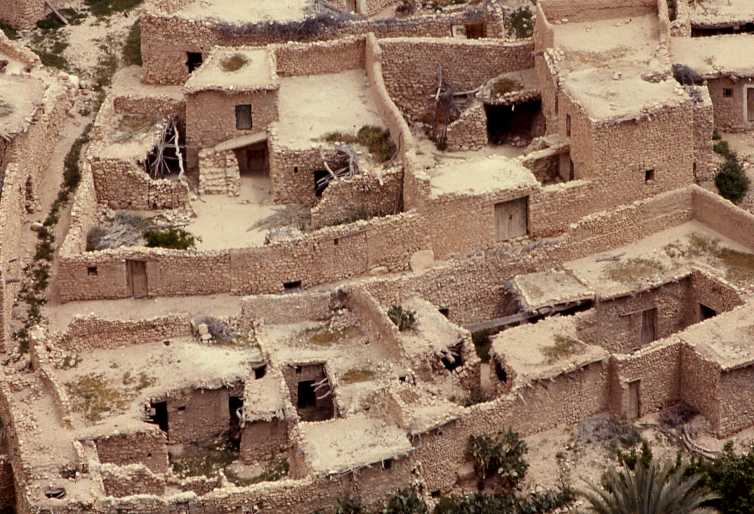
Maisons à terrasse de Ghoufi (Aurès).

Les groupements de maisons sont de trois grands types : la mechta, le village et la ville. Dans la mechta (bocca dans l'Ouarsenis, zeriba dans le massif de Collo), groupement épars, c'est la distance entre les maisons qui assure la protection de l'intimité familiale ; cette configuration, directement héritée du douar, le « cercle » de tentes, est propre aux populations d'anciens nomades sédentarisés. Le village, sous ses différentes formes, s'adapte toujours étroitement à la topographie du lieu : généralement à mi-versant pour le bâti « en escalier » de la dechra chaouïa, sur une butte ou au plus haut du domaine irrigué pour le ksar saharien, sur les crêtes pour le village kabyle dont, « tournant le dos à l'extérieur, [les habitations] forment une sorte d'enceinte sans ouverture, aisée à défendre », et à l'entrée duquel « les sentiers se dédoublent afin que l'étranger qui n'y a pas affaire puisse passer son chemin sans entrer. » Autour de la mosquée, le plus souvent discrète, et des lieux de rencontre, maison de la djemaa et fontaine, où se retrouvent respectivement les hommes et les femmes, s'organisent des quartiers qui correspondent chacun à un sous-groupe social.

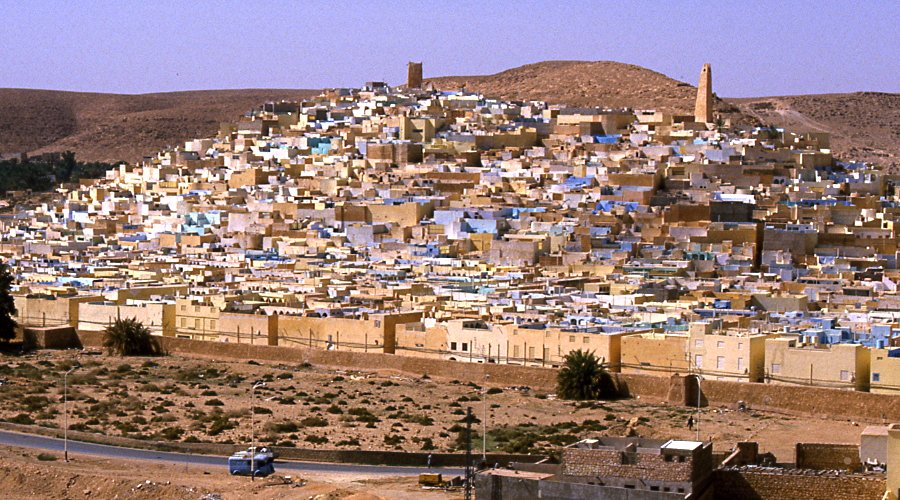
La ville de Beni Isguen (Mzab).

À une autre échelle, la ville repose sur des principes similaires. Sa densité, la continuité de ses murs, parfois un rempart, en font un espace replié sur lui-même. De l'extérieur des maisons, l'homogénéité du bâti rend peu visibles les différenciations sociales : les cités du Mzab, où un impératif égalitaire d'ordre religieux prescrit l'uniformité des façades, en offrent l'exemple le plus poussé. Du patio familial jusqu'au centre-ville, en segments successifs, la skifa, l'impasse qui dessert un groupe de voisinage, la ruelle et la rue s'enchainent pour permettre une transition progressive des espaces les plus privés aux plus publics. De la périphérie vers le centre, se présentent d'abord les quartiers occupés par les catégories sociales les moins valorisées et les professions orientées vers la clientèle rurale ; en deçà, les quartiers résidentiels aisés ; enfin, le quartier des activités, autour des deux pôles, religieux et commercial, que constituent la mosquée et les souks. À proximité, cafés maures et hammams sont les lieux de rencontre de chacun des deux sexes. Quelques grandes rues relient le centre aux portes de la ville.
Les raisons d'être de ce modèle spatial fait d'« espaces coquilles » tiennent sans doute pour partie à l'adaptation au climat, pour partie au souci de sécurité ; peut-être aussi au besoin de protéger l'intimité des familles, dans une sociéte où s'affirme avec force le primat de la communauté. Ses formes, de la maison à cour à la ville intravertie, renvoient à un modèle beaucoup plus largement répandu, méditerranéen, repensé et refaçonné par la civilisation musulmane.

### Montagnes et plaines

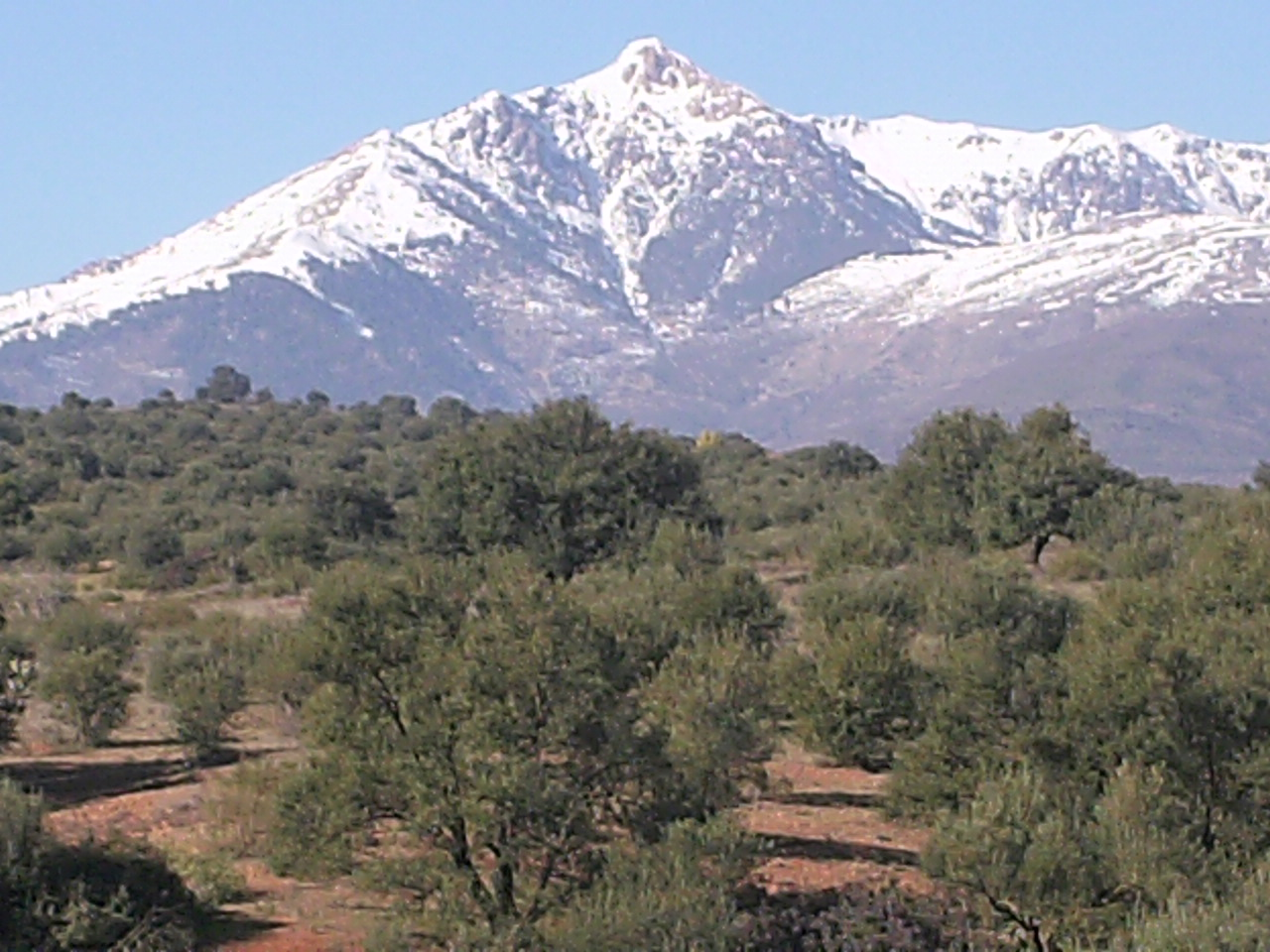
Arboriculture de montagne (oliviers en avant-plan du Lalla-Khadîdja).

La prépondérance démographique des montagnes est une caractéristique que l'Algérie ancienne partage avec d'autres sociétés méditerranéennes. Elle se traduit, à l'échelle locale, par une utilisation préférentielle des massifs, les vallées ou les bassins intérieurs n'étant exploités que de façon occasionnelle ; à l'échelle régionale, par les densités supérieures des ensembles montagneux par rapport aux espaces de plaines. Lors du recensement de 1896, dans une situation pourtant déjà marquée par un certain renversement de tendance, les densités relevées sont de 80 à 100 habitants par kilomètre-carré en Kabylie, localement 150, pour au plus 50 dans les plaines littorales, 30 dans les bassins intérieurs, 18 dans les hautes plaines de l'Est. Les montagnes du Dahra, de l'Ouarsenis et des Aurès sont, de la même façon, plus peuplées que les plaines voisines.
Les raisons de cette disparité tiennent en partie au rôle de refuge que les bastions montagneux ont joué vis-à-vis des tribus proches et de tous les allochtones, toujours venus par voie de plaine : Romains, Vandales, Byzantins, Arabes, Turcs, Français. Cependant ce phénomène est le propre d'époques particulières ; sur la longue durée, l'analyse des mouvements de tribus indique des flux migratoires de sens inverse, depuis les pôles montagnards de forte densité vers les pays environnants : du massif des Aurès vers les hautes plaines situées plus au nord, par exemple, ou des montagnes de l'Ouarsenis et du Dahra vers la vallée du Chélif.

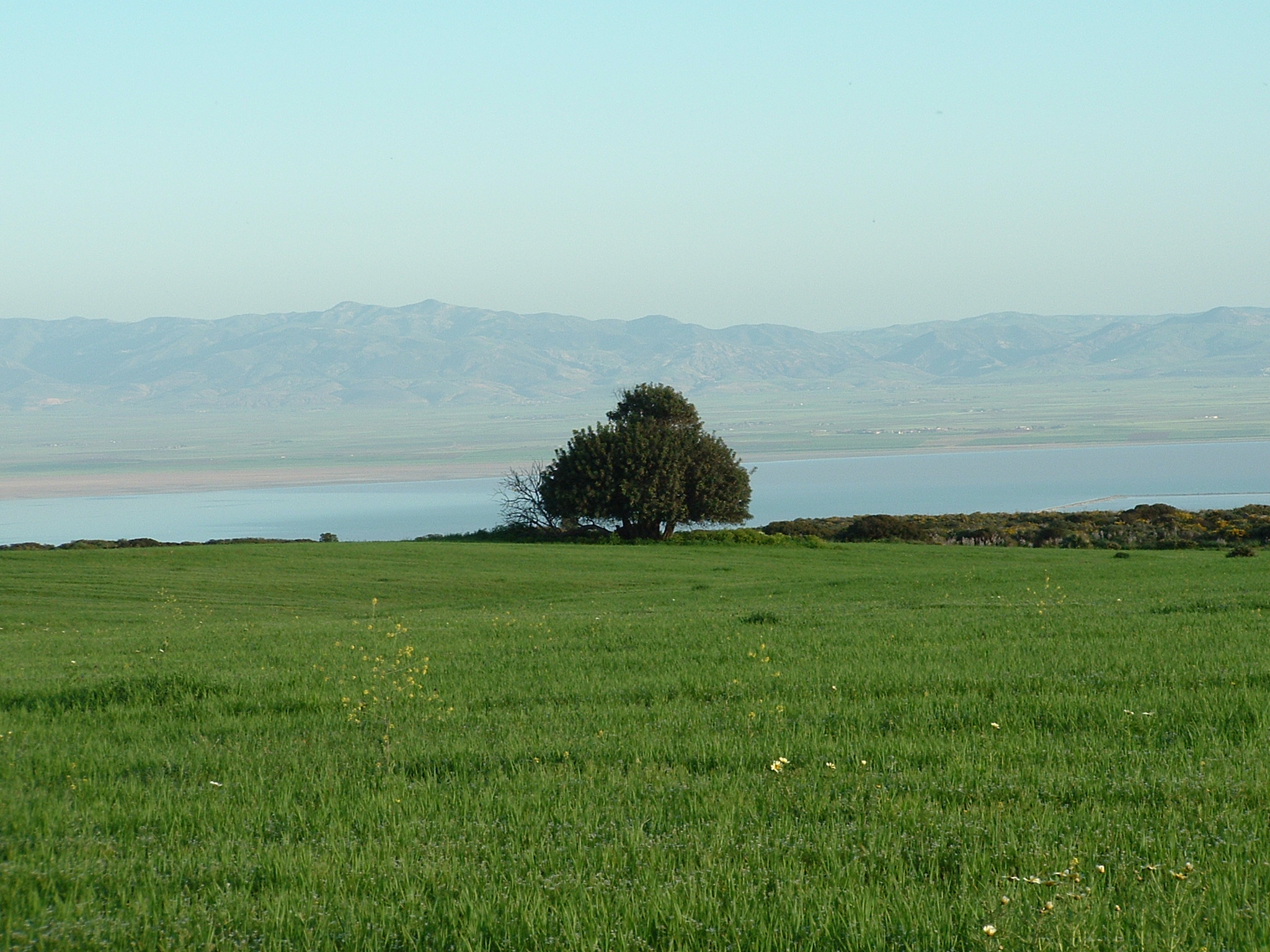
Dépression humide (sebkha d'Oran).

Les conditions offertes par l'environnement à des sociétés dont les techniques agricoles restaient rudimentaires sont un autre élément : des forêts aisées à défricher, des sols naturellement drainés et un air sain constituaient autant de facteurs à l'avantage des massifs, comparés aux plaines littorales, avec leurs forêts plus denses, leurs sols lourds, leurs marécages et leurs sebkhas, ou aux grandes vallées régulièrement envahies par les inondations, tous milieux propices à la malaria. Cependant, ces raisons ne s'appliquent pas à la situation des zones de plaines de l'intérieur du pays, qui ne présentaient pas les mêmes désavantages.
Pour Marc Côte, la répartition démographique entre montagnes et plaines renvoie donc principalement à la coexistence, dans l'Algérie précoloniale, de deux sociétés agraires fortement différenciées, chacune ayant trouvé dans l'un de ces deux milieux naturels son cadre préférentiel, bien que non exclusif. D'un côté, une société paysanne, sédentaire, généralement villageoise, pratiquant une mise en valeur relativement intensive du sol, associée à une forme d'appropriation privée (statut melk) et à un attachement prioritaire à la terre. De l'autre, une société agro-pastorale, plus ou moins nomadisante, mettant en valeur de façon extensive une terre possédée à titre communautaire (statut arch) et privilégiant l'attachement au groupe.

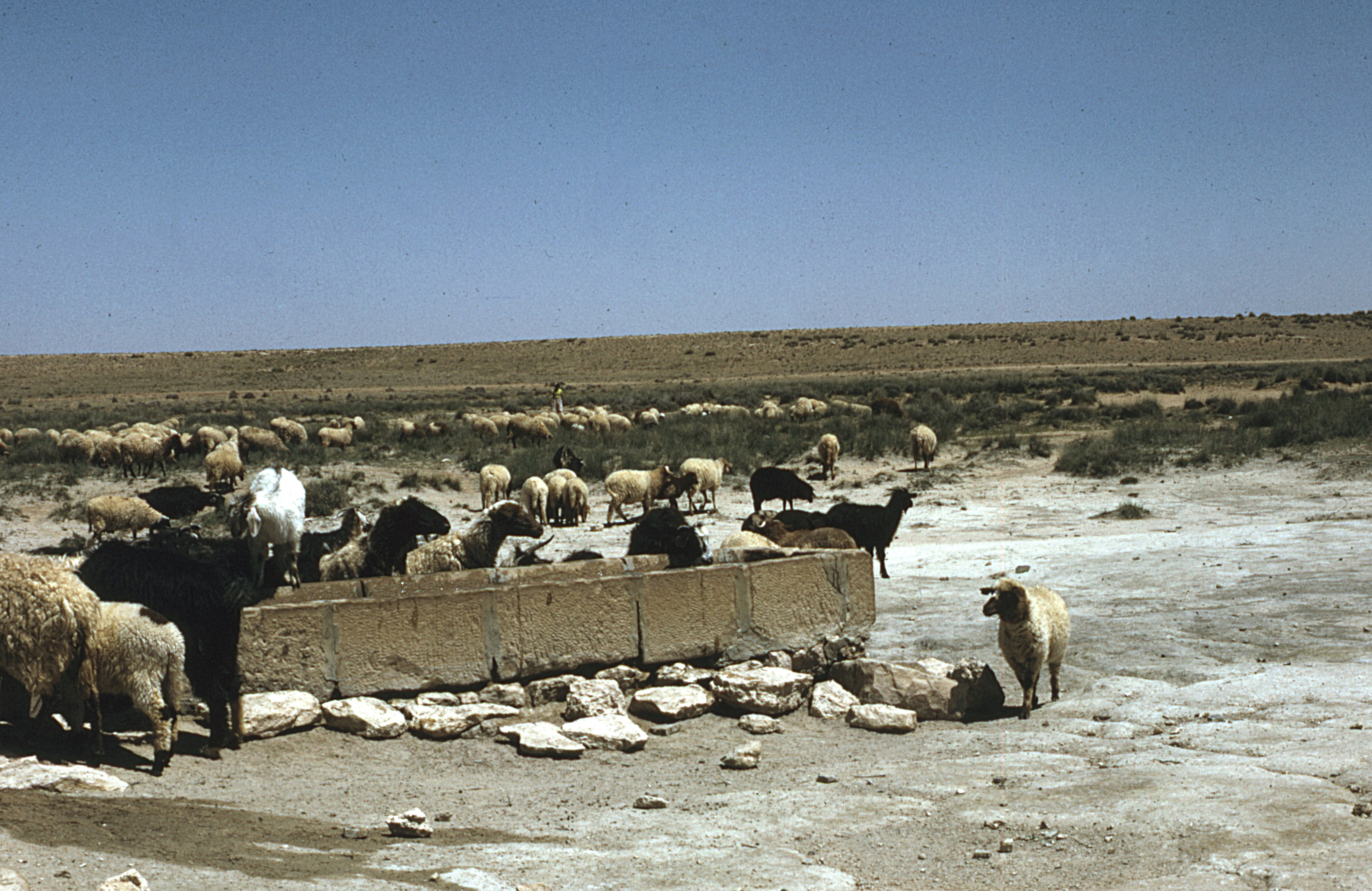
Élevage en zone de steppe (ovins et caprins à l'abreuvoir).

La société paysanne a trouvé en montagne son terrain d'élection, utilisant bassins et fonds de vallée comme terroir complémentaire ; elle y a permis la mise en œuvre d'une production assez intensive pour autoriser de fortes densités. La société agro-pastorale, en besoin de vastes espaces, s'est épanouie dans les grandes plaines intérieures ; les densités y sont restées faibles, dans les limites permises par le mode d'occupation du sol. Cependant, certaines plaines (celles de Collo et de Jijel, ou les oasis sahariennes) ne sont pas agro-pastorales, de même que certaines montagnes (celles des arrière-pays d'Oran ou d'Annaba) ne sont pas paysannes : ce qui confirme, aux yeux de Marc Côte, que le facteur premier n'est pas dans le milieu physique, mais dans la structure sociale elle-même.
Cette dualité des sociétés agraires est d'origine ancienne : il y avait déjà chez les Berbères de l'Antiquité des tribus sédentaires et des tribus nomades. Elle recoupe la distinction entre berbérophones et arabophones, sans se confondre avec elle. Sa traduction spatiale a évolué. Les montagnes atlasiques (Aurès, monts du Hodna, Atlas saharien) semblent avoir été les premières occupées, il y a plusieurs millénaires, par des populations de « paléo-montagnards ». Le peuplement très dense des montagnes telliennes, et en particulier kabyles, est plus récent. L'occupation des grandes plaines, que ce soit par des nomades arabes ou par des migrants descendus des montagnes, est généralement tardif. À partir du XIe siècle environ, dans les plaines orientales, la sédentarité cède du terrain au semi-nomadisme : cette « bédouinisation » progressive est sensible dans les monts des Ksour et plus encore dans la région du djebel Amour, où peuvent être retrouvées les traces d'une quarantaine de villages abandonnés. À la veille de la colonisation, la part des populations agro-pastorales, déjà en partie sédentarisées, peut être évaluée à environ 60 % du total.

## Société
Avant la conquête française en 1830, la société algérienne présentait une organisation profondément enracinée dans l’histoire et façonnée par un brassage de peuples et de cultures. Elle n’était ni homogène ni figée ; elle combinait des structures tribales, des villes dynamiques et des influences méditerranéennes, tout en maintenant une forte identité islamique.
La base de cette société reposait sur les tribus, véritables unités politiques et sociales. Elles étaient organisées autour de la djemaâ, assemblée chargée de gérer les affaires collectives selon un droit coutumier appelé 'urf, souvent concilié avec la charia islamique. Certaines tribus, dites makhzen, étaient alliées au pouvoir central et bénéficiaient de privilèges en échange de leur contribution militaire et fiscale. Les autres, appelées tribus assujetties, étaient soumises à l’impôt mais ne participaient pas directement au pouvoir. Cette organisation assurait une cohésion relative, bien que marquée par des rivalités intertribales et une autonomie importante dans les régions montagneuses ou sahariennes,.
La vie urbaine offrait un autre visage de la société. Les villes comme Alger, Constantine, Mascara, Tlemcen ou Oran constituaient des centres politiques, économiques et culturels. Elles abritaient des élites militaires issues des janissaires turcs et des Kouloughlis, mais aussi une bourgeoisie commerçante, des artisans organisés en corporations et des savants qui animaient la vie religieuse et juridique. Les mosquées, les médersas et les souks rythmaient la vie citadine,.
Au cœur du système éducatif se trouvaient les médersas, écoles supérieures attachées aux grandes mosquées ou aux confréries religieuses (zaouïas). Elles étaient inspirées du modèle oriental, mais adaptées au contexte local. Leur fonction principale était d’assurer la transmission du savoir islamique : Coran, hadith, fiqh, grammaire arabe, rhétorique, logique et aussi les mathématiques et l'astronomie. Ces savoirs étaient indispensables pour former les cadis, les imams, les muftis et les kâtibs (secrétaires) de la Régence,
Les médersas étaient situées surtout dans les grandes villes comme Alger, Tlemcen, Constantine, Béjaïa, mais aussi dans des centres secondaires où rayonnaient les zaouïas. La médersa de Sidi Boumediene à Tlemcen, héritière d’une ancienne tradition scientifique depuis l’époque des Zianides, fut l’un des pôles les plus réputés du Maghreb.
L’enseignement commençait dès l’enfance par les kouttabs (écoles coraniques), où les enfants apprenaient la lecture et la mémorisation du Coran. Après cette étape, les étudiants les plus doués poursuivaient leurs études dans les médersas, où l’enseignement était gratuit et souvent accompagné d’une prise en charge des étudiants (logement, nourriture). Les professeurs, appelés tolba ou ouléma, jouissaient d’un grand prestige social,
En parallèle, les zaouïas soufies jouaient un rôle fondamental dans la diffusion du savoir, en particulier dans les zones rurales et montagneuses. Elles formaient non seulement des religieux, mais aussi des médiateurs sociaux et parfois des résistants face aux ingérences étrangères,.
À cette structure traditionnelle s’ajoutait un apport fondamental, celui des Andalous expulsés d’Espagne après la chute de Grenade en 1492 et les vagues ultérieures de la Reconquista. Ces réfugiés musulmans, souvent instruits et porteurs d’un savoir-faire raffiné, s’installèrent dans plusieurs villes, notamment Tlemcen, Alger, Cherchell et Médéa. Ils enrichirent la culture locale par leurs compétences dans l’architecture, la musique et les arts. Le style andalou, avec ses patios fleuris, ses fontaines et ses motifs décoratifs, imprégna les demeures et les palais. Sur le plan artistique, la musique andalouse, structurée en nouba, devint un pilier de la culture musicale algérienne, transmise jusqu’à nos jours,,.
La société précoloniale comprenait aussi des minorités religieuses, parmi lesquelles la communauté juive qui occupait une place importante. Présents depuis l’Antiquité et renforcés par des arrivées après les expulsions d’Espagne, les Juifs vivaient principalement dans les villes, regroupés dans des quartiers spécifiques et vivaient sous le statut de dhimmis (protégés), en vertu de la charia (droit islamique). Placés sous le statut des dhimmis, ils jouissaient d’une protection en échange du paiement d’un impôt particulier, la djizîa. Ils participaient activement au commerce, à l’artisanat et, dans certains cas, jouaient un rôle d’intermédiaires entre la Régence et les puissances européennes.
Le christianisme en Algérie précoloniale était très marginal, mais il avait une présence historique profonde. Après avoir été une religion dominante durant l’Antiquité romaine, avec des figures comme saint Augustin d’Hippone, il déclina progressivement après la conquête arabe au VIIᵉ siècle. Sous la Régence d’Alger, il n’existait pas de communautés chrétiennes autochtones organisées : la majorité s’était islamisée depuis longtemps. Toutefois, des traces subsistaient à travers les ruines d’anciennes basiliques et sanctuaires. La présence chrétienne en Algérie se limitait alors à des Européens (négociants, diplomates, esclaves captifs ou renégats) installés dans les ports, ainsi qu’aux relations diplomatiques avec les puissances chrétiennes d’Europe. Il ne s’agissait donc pas d’un christianisme enraciné dans la société algérienne, mais d’une présence étrangère liée aux échanges commerciaux, aux ambassades et aux conflits maritimes,.
Sur le plan linguistique, la société algérienne était marquée par un multilinguisme fonctionnel. L’arabe dialectal (darija) constituait la langue de communication courante, tandis que l’arabe classique dominait la sphère religieuse, juridique et savante. Les langues berbères se maintenaient dans plusieurs régions, comme la Kabylie, l’Aurès, le Mzab ou le Hoggar, assurant la continuité d’un patrimoine linguistique ancien. Le turc, langue de l’administration et des milieux militaires, était pratiqué par l’élite dirigeante et a laissé des traces lexicales dans la langue populaire. Les influences andalouses se faisaient sentir dans le lexique urbain, et dans les ports, la présence d’Européens introduisait des termes espagnols et italiens dans le parler courant,,.
La culture algérienne précoloniale se nourrissait de cette diversité. L’artisanat prospérait dans la poterie, la joaillerie en argent, la broderie et le travail du cuir. L’architecture combinait des apports locaux, ottomans et andalous, visibles dans les mosquées ornées de faïences, les palais à colonnades et les maisons aux cours intérieures. La gastronomie témoignait également de ce mélange, avec des plats à base de semoule, d’épices orientales et d’influences méditerranéennes. Quant à la pâtisserie, elle était le reflet d’une culture culinaire riche, façonnée par des influences berbères, arabes et andalouses. À base de semoule, de miel, de dattes, d’amandes et parfumée à la fleur d’oranger, elle accompagnait les grandes occasions religieuses et familiales.
L’islam sunnite malikite formait le ciment religieux de cette société, mais la spiritualité soufie jouait un rôle déterminant à travers les confréries (Rahmaniyya, Qadiriyya, Tijaniyya). Les zaouïas, véritables centres de savoir et de solidarité, dispensaient l’enseignement religieux, protégeaient les voyageurs et servaient de refuge en temps de crise. Elles étaient aussi des foyers de résistance culturelle et politique face aux ingérences étrangères,.
Malgré sa richesse et sa cohésion religieuse, la société algérienne n’était pas exempte de tensions. Les rapports entre l’élite militaire turque et les populations locales étaient parfois conflictuels, tout comme les relations entre tribus rivales ou entre sédentaires et nomades. L’autorité centrale, basée à Alger, exerçait une influence limitée dans les régions montagneuses et sahariennes, où prévalaient des formes d’autonomie.
En somme, la société algérienne précoloniale était une mosaïque complexe, traversée par des héritages anciens et des influences multiples. Elle se caractérisait par une articulation subtile entre tradition tribale, organisation urbaine et ouverture méditerranéenne. Cette diversité, qui faisait sa richesse, allait devenir un enjeu majeur face aux bouleversements provoqués par la conquête coloniale.

## Politique
À la veille de l’époque moderne, le territoire correspondant à l’actuelle Algérie ne formait pas un État unifié. Après la désintégration des grands empires berbères tels que les Hammadides, les Zianides et les Hafsides, une mosaïque de pouvoirs locaux s’était constituée. Les Zianides, régnaient sur Tlemcen, mais leur autorité s’était considérablement affaiblie. Les Hafsides de Tunis exerçaient une influence intermittente sur l’est algérien, tandis que le royaume des Beni Abbès en Kabylie, ainsi que d’autres principautés montagnardes, affirmaient leur autonomie politique. Parallèlement, les confédérations tribales, souvent arabes ou berbères, dominaient les hauts plateaux et le Sahara, fondant leur pouvoir sur des alliances et une mobilité stratégique. Cette division interne facilita les intrusions étrangères et conduisit à l’implantation d’une autorité maritime fondée sur la puissance corsaire et inspirée des pratiques politico-militaires méditerranéennes,.
L’arrivée des frères Barberousse au début du XVIe siècle marque une étape déterminante. Face à la menace ibérique, les notables d’Alger sollicitèrent l’aide d’Arudj et de Khayr ad-Din, corsaires d’origine turque, qui établirent une base militaire à Alger. En 1519, Khayr ad-Din reconnut la suzeraineté symbolique du sultan ottoman Selim Ier, donnant naissance à une régence autonome placée sous un protectorat nominal. Ce modèle politique hybride associait une gouvernance militaire à des structures locales : un gouverneur, appelé pacha, et un corps armé puissant, les Odjak d'Alger, qui constituaient le socle du pouvoir,.
Au fil du temps, la Régence d’Alger connut trois phases politiques majeures. L’ère des Pachas (1519-1587) fut marquée par une autorité théorique des représentants du sultan, contrebalancée par l’influence grandissante des janissaires et des corsaires. Puis, l’ère des Aghas (1587-1659) vit ces derniers imposer un pouvoir collégial instable, caractérisé par des mandats très courts. Enfin, l’ère des Deys (1659-1830) instaura une relative stabilité : le dey, élu à vie par les janissaires, détenait les pleins pouvoirs militaires, administratifs et diplomatiques, tout en gouvernant avec l’appui du Divan (assemblée des janissaires) et des beys, responsables des provinces,.
L’organisation territoriale reposait sur trois grandes circonscriptions : le beylik de l'Ouest (Oran), celui du Titteri (Médéa) et celui de l’Est (Constantine). Chaque beylik disposait d’une large autonomie pour lever l’impôt, maintenir l’ordre et défendre la province, bien qu’il demeurât sous l’autorité d’Alger. Toutefois, certaines régions, notamment les massifs montagneux de Kabylie et des Aurès, ainsi que les zones sahariennes comme le Touat et le Tidikelt, échappaient souvent à ce contrôle direct, conservant des formes d’autonomie politique,.
Le pouvoir reposait sur un compromis entre l’élite militaire ottomane, les tribus arabes et berbères, et les confréries religieuses (zaouïas), qui jouaient un rôle d’intermédiaire dans la gestion des tensions. Ce système garantissait une certaine stabilité, mais il n’était pas exempt de tensions : révoltes fiscales, insurrections kabyles, soulèvements dans le Sahara témoignent des limites de ce modèle,.
À la veille de 1830, la Régence d’Alger traversait une période de déclin. La corruption au sein des janissaires, la crise financière provoquée par la fin de la course maritime et les pressions des puissances européennes affaiblirent ses fondements. L’affaire du coup d’éventail en 1827 servit de prétexte à la France pour lancer l’expédition d’Alger. Le 5 juillet 1830, la capitulation d’Alger mit fin à plus de trois siècles d’existence d’un pouvoir autonome, ouvrant la voie à la domination coloniale française,,.
| Période                             | Pouvoir / État dominant                                                                         | Organisation politique                                                                     | Capitale                                                                   | Événements et faits majeurs | Relations avec l’extérieur                                                                                         |
| ----------------------------------- | ----------------------------------------------------------------------------------------------- | ------------------------------------------------------------------------------------------ | -------------------------------------------------------------------------- | --- | --- |
| IVe siècle av. J.-C. – 46 av. J.-C. | Royaume de Numidie                                                                              | Monarchie berbère centralisée (Massyles, Massaesyles, puis Numidie unifiée par Massinissa) | Cirta                                                                      | - Alliance avec Rome contre Carthage - Règne de Massinissa (202-148 av. J.-C.) - Jugurtha et la guerre contre Rome (112-105 av. J.-C.) - Annexion romaine en 46 av. J.-C. | Relations diplomatiques et militaires avec Carthage et Rome                                                        |
| 46 av. J.-C. – 439                  | Provinces romaines (Africa Nova, Numidia, puis Maurétanie césarienne et sitifienne)             | Administration provinciale romaine (proconsul, gouverneurs)                                | Cirta, Caesarea                                                            | - Urbanisation et romanisation - Révoltes berbères (Tacfarinas 17-24, Firmus 372, Gildon 398) - Déclin romain et incursions vandales                                      | Intégration à l’Empire romain, commerce méditerranéen                                                              |
| 439 – 533                           | Royaume vandale                                                                                 | Monarchie germanique                                                                       | Carthage (capitale générale), villes côtières d’Algérie                    | - Pillage des cités romaines - Persécution des catholiques - Alliances tribales berbères contre les Vandales                                                              | Relations conflictuelles avec Byzance et tribus berbères                                                           |
| 533 – 698                           | Exarchat byzantin d’Afrique                                                                     | Administration byzantine (exarque, duces)                                                  | Carthage                                                                   | - Révoltes berbères (Antalas 544) - Christianisme berbère - Déclin byzantin avant la conquête musulmane                                                                   | Relations avec Constantinople, conflits permanents avec tribus berbères                                            |
| VIIe siècle – XVe siècle            | Royaumes et dynasties berbères islamiques (Rostémides, Zirides, Hammadides, Zianides, Hafsides) | Monarchies dynastiques locales                                                             | Tahert (Rostémides) Achir (Zirides) Béjaïa (Hammadides) Tlemcen (Zianides) | - État ibadite de Tiaret (761-909) - Dynasties sanhajiennes - Royaumes de Tlemcen et Ifriqiya - Déclin face aux Mérinides et Espagnols                                    | Relations fluctuantes avec les califats orientaux, rivalités avec Almoravides, Almohades et puissances chrétiennes |
| 1516 – 1519                         | Autorité corsaire (Arudj et Khayr ad-Din Barberousse)                                           | Gouvernement militaire indépendant                                                         | Alger                                                                      | - Prise d’Alger (1516) - Expulsion des Espagnols de la ville - Alliances avec les tribus kabyles                                                                          | Alliances avec tribus locales, début des relations avec l’Empire ottoman                                           |
| 1519 – 1587                         | Régence d’Alger – Époque des Pachas                                                             | Gouvernement ottoman avec pacha nommé par Istanbul                                         | Alger                                                                      | - Reconnaissance de la suzeraineté ottomane (1519) - Lutte contre l’Espagne - Organisation de la course maritime                                                          | Dépendance nominale à l’Empire ottoman, guerre contre l’Espagne et alliances corsaires                             |
| 1587 – 1659                         | Régence d’Alger – Époque des Aghas                                                              | Pouvoir des janissaires (odjak), aghas élus pour de courtes durées                         | Alger                                                                      | - Instabilité politique (plus de 20 chefs en 70 ans) - Renforcement du rôle des janissaires                                                                               | Relations ambiguës avec Istanbul, hostilité croissante avec puissances européennes                                 |
| 1659 – 1830                         | Régence d'Alger – Époque des Deys                                                               | Chef unique (dey) élu à vie par les janissaires, pouvoir autonome vis-à-vis d’Istanbul     | Alger                                                                      | - Organisation provinciale : beyliks (Oran, Titteri, Constantine) - Relations avec l’Europe (traités, guerre de course) - Déclin au XIXe siècle                           | Autonomie vis-à-vis de l’Empire ottoman, traité avec France, Angleterre, Espagne, tensions diplomatiques           |
| 1827 – 1830                         | Fin de la Régence d’Alger                                                                       | Pouvoir affaibli par la crise diplomatique et militaire                                    | Alger                                                                      | - Affaire du coup d’éventail (1827) - Blocus naval français - Prise d’Alger le 5 juillet 1830                                                                             | Rupture avec la France, isolement diplomatique, intervention militaire française                                   |

## Économie
L’économie algérienne avant la colonisation française reposait sur des bases anciennes, héritées de plusieurs siècles de développement agricole et d’échanges commerciaux avec le bassin méditerranéen. Depuis l’Antiquité, le territoire de l’actuelle Algérie a été l’un des grands producteurs de blé du monde antique. Cette vocation agricole, amorcée sous les royaumes numides, a profondément marqué la structure économique et sociale des siècles suivants.
Dès le IIe siècle av. J.-C., le roi Massinissa, en s’inspirant du modèle carthaginois, instaura la paix et la stabilité en Numidie et entreprit une réforme économique majeure : la sédentarisation progressive des tribus berbères nomades. Pour y parvenir, il développa l’agriculture à grande échelle, créant de vastes domaines royaux capables de produire massivement du blé et de la vigne, introduite par les Phéniciens.
Grâce à cette politique, la Numidie devint un fournisseur stratégique pour Rome et la Grèce, au point d’être qualifiée de “grenier à blé” de la Méditerranée. Des échanges prestigieux en témoignent : Massinissa offrit d’importantes cargaisons de céréales aux habitants de Délos frappés par la famine, ce qui valut au roi numide et à ses fils d’être honorés par des statues érigées près du sanctuaire d’Apollon. Cette prospérité favorisa également l’implantation d’une colonie grecque à Cirta, la capitale, et l’essor de cités comme Madauros ou Thagaste.
L’économie numide ne se limitait pas aux céréales : elle exportait aussi l’ivoire provenant de Gétulie, très recherché dans le monde antique. Les surplus agricoles permirent l’apparition d’une monnaie royale, qui remplaça progressivement le troc, et facilitèrent les échanges avec tout le monde méditerranéen.
Après la période antique, la vocation céréalière du Maghreb central se maintint sous les royaumes médiévaux et la Régence d'Alger. Les plaines fertiles de la Mitidja, du Cheliff, des Hautes Plaines et de la vallée de la Soummam produisaient blé dur, orge et légumineuses en abondance. Une partie des récoltes servait à l’autoconsommation, mais une proportion importante était destinée à l’exportation vers les marchés méditerranéens, notamment l’Italie, la France, l’Espagne et l’Empire ottoman.
Sous la Régence d’Alger (1516-1830), la production céréalière constituait la base des revenus fiscaux, grâce à l’impôt en nature (al-'ushur) et aux redevances des tribus makhzen, chargées d’assurer le prélèvement et la sécurité des routes commerciales. Alger exportait régulièrement du blé et de l’orge vers Marseille, Gênes, Livourne et Istanbul. Ces cargaisons étaient parfois régulées par le Dey d'Alger pour éviter les famines locales, preuve du rôle stratégique de cette production,.
Outre les céréales, l’économie algérienne précoloniale reposait sur l’élevage (moutons, chevaux, bovins), l’artisanat (tissage, poterie, travail du cuir) et un commerce caravanier dynamique avec le Sahara. L’or soudanais, le sel, les plumes d'autruche et les esclaves transitaient par les routes sahariennes reliant Touat, Tindouf et Ouargla aux villes du nord. Les ports algériens, tels qu’Alger, Oran, Annaba ou Mostaganem, exportaient blé, cire, cuirs et huile d'olive, tout en important des produits manufacturés européens,.
À ces redevances s’ajoutaient la zakat, la Kharâj, ainsi que des taxes sur le bétail et les échanges commerciaux dans les marchés hebdomadaires. Le Beylik, en tant qu’État, contrôlait une partie des terres agricoles, appelées terres beylikiennes, dont les revenus alimentaient directement la trésorerie publique. Ces ressources étaient ensuite utilisées pour payer l'armée, entretenir la flotte et financer les infrastructures défensives (fortifications, arsenaux),.
Malgré la fertilité des plaines, l’Algérie précoloniale connaissait parfois des épisodes de disette ou de famine, dus à la sécheresse, aux invasions de criquets ou aux blocages liés aux guerres tribales. Pour prévenir ces crises, la Régence disposait de greniers d’État (makhzan) et pouvait interdire temporairement l’exportation des céréales vers l’étranger afin de garantir l’approvisionnement des villes. Des mesures coercitives étaient prises contre les spéculateurs, et les prix étaient parfois plafonnés pour éviter les flambées tarifaires en période critique. Cependant, ces régulations ne suffisaient pas toujours, plusieurs crises majeures frappèrent le pays au XVIIIᵉ et XIXᵉ siècles, aggravées par les pressions européennes sur les exportations et par l’augmentation de la demande internationale.
L’historien Abdelkrim Badjadja rappelle que la France doit à l’Algérie une dette colossale liée à cette prospérité agricole et commerciale. L’ancien directeur des Archives nationales a expliqué que la véritable cause de l’occupation française n’est pas l’incident du coup d’éventail, mais le refus de la France de payer les dettes contractées auprès de la Régence d’Alger pour l’exportation de cargaisons de blé.
Ces cargaisons avaient été fournies pour secourir la France, alors frappée par une famine consécutive à la crise économique qui suivit la Révolution française. Après la conquête d’Alger en juillet 1830, les troupes françaises s’emparèrent du trésor de la Régence : selon le général De Bourmont, l’inventaire du 17 juillet 1830 fait état de 13,2 millions de francs-or transférés sur le navire Marengo, auxquels s’ajoutent 11,5 millions et divers lingots et pièces estimés à 27 millions. Les consulats britannique et américain évaluèrent la trésorerie totale à environ 300 millions de francs-or, soit l’équivalent actuel de 90 milliards d’euros. Cette spoliation illustre combien la conquête française fut motivée par des enjeux économiques majeurs, et non par un simple incident diplomatique.
Ainsi, bien avant la conquête française, l’Algérie disposait d’une économie intégrée au commerce méditerranéen et saharien, héritière d’une tradition millénaire initiée par les Numides. Ce rôle d’exportateur de blé et d’autres denrées stratégiques contribua à son importance géopolitique et à la convoitise des puissances européennes.

## Milliaire
L’histoire militaire de l’Algérie précoloniale est marquée par la diversité des systèmes de défense, des armées et des stratégies qui se sont succédé sur un territoire convoité pour sa position stratégique entre la Méditerranée et le Sahara. Cette histoire commence avec les royaumes numides, se poursuit avec les empires berbères et arabes, avant d’atteindre son apogée sous la Régence d’Alger jusqu’à la conquête française en 1830.
Les royaumes numides, notamment sous Massinissa et Jugurtha, disposaient d’une armée principalement fondée sur la cavalerie légère, rapide et adaptée aux terrains montagneux et désertiques. Les tactiques étaient basées sur le harcèlement, l’embuscade et les raids rapides, ce qui constituait une forme ancienne de guerre de guérilla. La guerre de Jugurtha contre Rome (112-105 av. J.-C.) illustre bien cette stratégie, bien qu’elle se solde par la défaite numide,,,.
Avec la domination romaine, la Numidie est intégrée à l’Empire romain et voit l’installation de légions, de camps fortifiés et de lignes de défense comme le limes. Des révoltes importantes éclatent contre Rome, dont celle de Tacfarinas (17-24 apr. J.-C.), un ancien auxiliaire romain devenu chef insurgé, ainsi que les insurrections de Firmus (372) et de Gildon (398), témoignant de la persistance d’une tradition militaire autochtone,,.
Au VIIe siècle, la conquête arabo-musulmane introduit en Afrique du Nord une organisation militaire fondée sur la cavalerie et l’infanterie légère. Face à cette expansion, la résistance berbère s’illustre par des figures légendaires comme la Kahina. Cheffe de guerre et reine des Aurès dès l’âge de 17 ans, elle rassemble plusieurs tribus pour contrer l’armée omeyyade dirigée par Hassan ibn al-Nu’man. Stratège et audacieuse, elle pratique la politique de la terre brûlée pour ralentir les forces musulmanes. Malgré trois victoires éclatantes, la division des tribus et la trahison d’un captif adopté affaiblissent ses forces. Vers 702-703, lors d’un ultime affrontement, la Kahina est vaincue. Cette disparition met un terme à la résistance structurée des grandes confédérations berbères. Par la suite, des affrontements subsistent contre les forces arabes, mais ils se limitent à des révoltes tribales, vite écrasées les unes après les autres,.
Les siècles suivants voient l’émergence de puissants États berbères et maghrébins, tels que les rostémides, Zirides,  Almoravides, Almohades, Hammadides et Zianides. Leurs armées reposent sur une cavalerie d’élite, des archers montés, des fantassins et des contingents recrutés parmi les tribus alliées. L’armement évolue avec l’introduction progressive des armes à feu et de l’artillerie à partir du XVe siècle, influencée par les échanges avec l’Orient et l’Europe. Dans le Maghreb central, le choix des sites urbains reposait sur des atouts naturels qui complétaient les fortifications et s’inscrivaient dans une conception tactique de la défense. Cette stratégie, axée sur la sécurité et la résistance en cas de siège, a guidé l’implantation des capitales, de Tahert et Sédrata à Tlemcen, en passant par Achir, la Kalâa des Béni Hammad et Béjaïa.
À partir de 1516, avec l’installation des frères Barberousse et la fondation de la Régence d'Alger, le système militaire se structure autour de plusieurs composantes. L’infanterie est dominée par les Janissaires, corps professionnel directement lié à Istanbul. La cavalerie est assurée par les spahis, appuyés par des contingents tribaux,.
La marine algérienne devient, dès le XVIe siècle, l’une des forces navales les plus redoutées de Méditerranée. Grâce à l’organisation maritime, la Régence d’Alger impose un quasi-monopole sur la Méditerranée occidentale pendant plus de deux siècles. Les navires algériens contrôlent les routes maritimes et menacent en permanence les ports européens, notamment espagnols, italiens et français. Cette domination est telle que plusieurs États européens doivent signer des traités de paix et payer des tributs pour sécuriser la navigation,.
La place qu’occupait la Régence d’Alger dans le bassin méditerranéen apparaît à travers l’étude des passeports maritimes délivrés par les autorités algériennes aux navires commerciaux des États européens ayant conclu des traités de paix avec elle. Des exemplaires sont conservés dans la collection 3190 du département des manuscrits de la Bibliothèque nationale d'Algérie, qui contiennent également des listes des cadeaux offerts par ces pays en échange de la sécurité pour leurs navires. L’examen de ces documents révèle que le passeport maritime était un instrument permettant de distinguer l’ami de l’ennemi. Ces documents étaient émis sur ordre des Deys et une section spécialisée des chambres de commerce en assurait la délivrance. Bien que l’autorité de la Régence ait veillé à la qualité matérielle de ces passeports, rédigés sur du papier épais, ceux-ci ont fait l’objet de falsifications et de ventes illicites par des consuls européens, notamment français et britanniques, ce qui eut un impact négatif sur l’économie de la Régence et ses relations diplomatiques avec la France et l’Angleterre.
Le port d’Alger est la principale base de la marine dans la Méditerranée, doté d’arsenaux, de chantiers navals et d’une flotte qui compte des galiotes, des bricks et plus tard des frégates armées de canons puissants. Cette suprématie navale n’est véritablement remise en cause qu’à partir du début du XIXe siècle, avec l’essor des marines européennes modernes et les bombardements d’Alger par les flottes anglo-hollandaises (1816) et françaises (1819),.
La Régence d’Alger participe à des affrontements majeurs aux côtés de l’Empire ottoman. Les marins algériens continuent de dominer la Méditerranée occidentale, tandis qu’Alger devient le centre de la course. Le monopole maritime algérien ne se limite pas à la piraterie : il constitue une véritable arme politique et économique, forçant les puissances chrétiennes à négocier avec la Régence,.
Les fortifications côtières renforcent ce système avec des batteries d’artillerie, des bordjs et des ouvrages défensifs tels que le Bordj El Kebir ou les forts surplombant le port d’Alger. La Régence repousse plusieurs tentatives européennes, dont l’expédition de Charles Quint en 1541, et participe à la bataille de Navarin en 1827 aux côtés des Ottomans contre les flottes européennes,.
La guerre en Algérie précoloniale repose sur deux modèles principaux, la guerre de mouvement et la guerre de siège. Dans les régions montagneuses comme la Kabylie ou les Aurès, les combattants pratiquent des tactiques de harcèlement et d’embuscades. Dans les Hauts Plateaux et le Sahara, les charges rapides de cavalerie sont privilégiées. L’armement évolue du sabre, du yatagan et de la lance vers les armes à feu (mousquets, tromblons) et l’artillerie lourde. La Régence possède des fonderies de canons et importe des armes depuis l’Empire ottoman et l’Europe.
Les conflits ont constitué un trait dominant des états apparus dans les pays du Maghreb, chaque confrontation se soldant souvent par la disparition d’un État et l’expansion d’un autre. Cependant, malgré la continuité des rivalités entre les puissances maghrébines aux XVIIe et XVIIIe siècles, ces affrontements n’ont abouti à aucune expansion territoriale significative de l’un au détriment de l’autre. Ce phénomène représente une singularité historique dans l’évolution politique de la région, qui a connu, pendant de longues périodes, des guerres répétées entre les différents États cherchant à élargir leurs frontières, sans qu’aucun ne parvienne à imposer une hégémonie durable,,.
À la veille de la conquête française, l’armée de la Régence d’Alger repose sur l’Odjak des Janissaires, une infanterie de métier dont l’effectif est réduit à environ 10 000 hommes, souvent vieillissants et peu disciplinés. La cavalerie, composée des spahis et des contingents tribaux (zouaoua, forces des beyliks), conserve une grande mobilité mais manque d’armement moderne. L’artillerie, bien que disposant de canons en fonte répartis dans les fortifications côtières et les villes principales, est vétuste, avec des pièces mal entretenues et des stocks de poudre insuffisants. La marine, autrefois redoutée pour sa domination corsaire en Méditerranée, est en état de délabrement : après le bombardement d’Alger par la flotte anglo-hollandaise en 1816 et les attaques ultérieures, elle ne compte plus qu’une poignée de bâtiments en mauvais état, incapables d’affronter les escadres françaises modernes. Globalement, la Régence souffre d’un manque d’armes performantes, d’une faible discipline et d’une organisation dépassée, ce qui la rend vulnérable face à une armée française bien équipée, nombreuse et structurée.

## Éléments d'historiographie
L'Histoire de l'Algérie comporte différentes problématiques. L'une est articulée autour de l'existence de l'entité algérienne, sa géographie et sa formation au cours de l'histoire. L'autre concerne l'historicité de l'État.
Un des biais historiographique courant, notamment depuis la période coloniale, est la déspatialiation de l'histoire algérienne. Le postulat principal de cette vision étant l’inexistence de la nation algérienne et de l'Algérie dans l'histoire ; l'histoire de l'Algérie fut donc uniquement considérée selon les épisodes de conquêtes. La naissance des deux états voisins l'un à l'ouest et l'autre à l'est aurait conduite de manière « a-historique » à celle d'un État au centre. L'État algérien se serait ainsi créé avec la fondation du GPRA en 1958.
Cependant cette version serait réfutée par divers éléments historiques. En effet on peut considérer que El Djazaïr (l'Algérie pour les Français) est née bien avant son occupation ; les royaumes de Numidie, de Maurétanie, puis l’avènement des Rostémides, ou des Zirides ont constitué des exemples d'États structurés et autochtones. Dès l'époque de Massinissa et Jugurtha, vont s'esquisser la géographie ainsi que le caractère « national », et « affirmer leur permanence à travers le développement historique de l’Algérie durant plus de deux millénaires ». La charte nationale de 1986 évoque les États numides, rostémides et zirides pour tenter de démontrer l'existence permanente de l’État. En s'appuyant sur une vision européocentriste de l'État, et sa définition la plus extensive, elle assimile ainsi les entités précédentes. La Numidie apparaîtrait dès lors comme la figure originelle d'une Algérie historique ; entité disparue, elle réapparaîtrait sous la forme de divers États : Maurétanie, royaumes rostémides, zirides, hammadides, zianides puis la régence d'Alger, avec laquelle elle va fixer ses frontières définitives. L'Algérie serait donc un espace travaillé par l'histoire, mais comme les entités voisines ou même la France, son établissement ne saurait être considéré sous le prisme du déterminisme historique.
Ces deux versions que l'on pourrait qualifier de coloniale et nationaliste se rejoignent paradoxalement sur certains points ,. Un des points de convergence est la périodisation articulée notamment autour des conquêtes - par exemple la date fondatrice de la régence d'Alger (1516) et de l'occupation d'Alger (1830) - évacuant des figures comme le royaume zianide ou l'émir Abd el Kader. Alger devient le centre de l'Histoire, occultant les villes de Béjaïa et de Tlemcen, qui ayant constitué des lieux de pouvoirs, ont aussi participé à la délimitation de l'entité algérienne. Un des exemples serait la volonté d'unification de l'espace sous les Zianides, avec le testament de Yagmorassen, par une extension vers l'est.
Ces différentes visions de l'histoire occultent les efforts endogènes qui ont conduit à la naissance de différents royaumes ; ces « forces » historiques qui ont conduit à la réunion d'ensembles géographique ou au contraire à leur émiettement. L'entité algérienne serait ainsi la résultante de différents processus historiques.
Pour Tayeb Chenntouf, la colonisation a dépossédé l'Algérie de son passé et de sa mémoire. Le constat de Daho Djerbal est terrible et sans appel : « il y a une historiographie de la France coloniale mais pas une histoire de l'Algérie colonisée ». Pour Zahir Ihaddaden, « l'histoire de l'Algérie a été toujours présentée par les historiens selon des thèses colonialistes [qui] avaient pour objectif de nier l'existence de cette histoire, de la falsifier ». L'historiographie coloniale « a privilégié certaines périodes, certains aspects et certains sources ». Elle « masquait des périodes décennales entières, oubliait des collectivités, minimisait ou assombrissait », mais surtout elle a relégué la période précoloniale au rang de « siècles obscurs ». Elle en a ignoré des aspects importants, comme « l'organisation de l'économie et son évolution, celle de la société, de la culture, des mentalités et des représentations ».
Les historiens coloniaux ont construit une histoire déséquilibrée, une « histoire française » accaparée par la minorité européenne d'Algérie qui récrivit l'histoire du pays : « l'Algérie n'existait pas ; ce sont même les Français qui ont inventé le nom ». Les rares études sur l'Algérie précoloniale se sont focalisées sur la minorité citadine qui représentait en 1830 seulement 5 % de la population, ignorant les populations rurales.